# Ahti Haljala
Ahti Haljala (19 de noviembre de 1924-7 de noviembre de 2005) fue un actor finlandés.

## Biografía
Su nombre completo era Ahti Kalevi Haljala, y nació en Kuhmoinen, Finlandia. Participó en la Guerra de Continuación, recibiendo el 30 de junio de 1944, en Kaukoijärvi, una herida de bala en el cráneo que le dejó como secuela una disminución de la fuerza de la mano derecha.
Finalizada la guerra, se formó en la academia teatral (actual Academia de Teatro de la Universidad de las Artes de Helsinki), durante tres años a partir de 1947. En sus estudios coincidió con Jussi Jurkka, Mikko Niskanen, Leo Jokela, Rauni Mollberg y Veikko Sinisalo, conociendo allí a su futura esposa, Helinä Viitanen. En las décadas de 1950 y 1960, Haljala actuó en Hämeenlinna, Lappeenranta, Kotka, Vaasa y Oulu, hasta llegar a Tampere en 1965, al Työväen Teatteri, del cual se retiró en 1987.
Tras su retiro teatral, él y su esposa fueron invitados a sumarse al elenco de la serie televisiva Metsolat. La fama de la serie fue una sorpresa, y el matrimonio era reconocido por sus personajes en la ficción, Anti y Anniki. En total, rodó 41 episodios de dicha serie. Otras series que le dieron popularidad habían sido Rintamäkeläiset, en la que encarnaba a Veikko Honkonen, y Pertsa ja Kilu, en la que era el padre de Pertsa. Con posterioridad retornó al Työväen Teatteri de Tampere, donde representó la obra Rakastettu Johansson en 2001-2002.
Ahti Haljala falleció en Tampere, Finlandia, en el año 2005.

## Filmografía (selección)
- 1966-1971: Heikki ja Kaija (serie TV)
- 1970-1975: Pertsa ja Kilu (serie TV)
- 1972-1978: Rintamäkeläiset (serie TV)
- 1981: Syöksykierre
- 1987: Kotirappu (miniserie TV)
- 1991: Mustajärven oudot linnut (serie TV)
- 1993-1995: Metsolat (serie TV)
- 1994: Kaikki pelissä
- 1995: Metsolat Karjalan kunnailla (TV)
- 1996: Metsolat – Muistojen joulu (TV)